# Karabin SSG 82
Scharfschutzengewehr 82 (SSG 82) - wschodnioniemiecki karabin wyborowy zasilany nabojem pośrednim 5,45 x 39 mm.

## Historia
Po zakupieniu w 1981 roku licencji na karabin automatyczny AK-74 i uruchomieniu produkcji jego zmodyfikowanej wersji MPi AK-74N rozpoczęto w NRD pracę nad karabinem wyborowym zasilanym tą samą amunicją 5,45 mm. Ograniczenia balistyki tego naboju sprawiały ze nowa broń miała być przeznaczona do walki na dystansach nie przekraczających 300 m.
Początkowo planowano opracowanie broni samopowtarzalnej, ale nie udało się osiągnąć wymaganego skupienia. Dlatego postanowiono opracować karabin powtarzalny, z wykorzystaniem elementów kbks KK 150.
Seryjne SSG 82 trafiły do uzbrojenia wschodnioniemieckiej policji, jednostek antyterrorystycznych chroniących lotniska, oraz służb specjalnych. Po zjednoczeniu Niemiec produkcję SSG 82 zakończono, a wyprodukowane egzemplarze zostały wycofane z uzbrojenia i sprzedane na rynku cywilnym.

## Opis
SSG 82 jest bronią powtarzalną, z zamkiem czterotaktowym, ślizgowo-obrotowym. Zamek posiada cztery rygle tylne (w dwóch rzędach). Mechanizm spustowy o krótkiej drodze spustu, bezpiecznik przesuwny po prawej stronie osady, nad tylną częścią kabłąka spustowego. Karabin jest wyposażony łoże i kolbę drewniane. Kolba ma regulowaną długość (sześć wkładek montowanych pomiędzy kolbą a jej trzewikiem). Lufa kuta na zimno, samonośna. Karabin jest zasilany z wymiennego, jednorzędowego magazynka pudełkowego o pojemności 6 nabojów. SSG 82 jest wyposażony w celownik optyczny Zeiss ZF 4/S (4x32).